# Бій за Елефант-Пойнт
Бій за Елефант-Пойнт (англ. Battle of Elephant Point) — повітрянодесантна операція, проведена зведеним парашутно-десантним батальйоном «Гуркха» в гирлі річки Рангун 1 травня 1945 року. У першій половині 1945 року в рамках операції «Дракула» британський штаб в Індії запланував провести повітрянодесантну операцію в районі столиці Бірми — Рангун (розташована за 35 кілометрів від гирла річки Рангун). Річка була густо замінована як японцями, так і союзною авіацією. Тому, щоб забезпечити прикриття тральщикам, а потім десантним баржам, було ухвалено рішення захопити плацдарм на її західному березі за допомогою повітряного десанту. Найважливішим пунктом, що панував над гирлом, була висота Елефант-Пойнт. Завдання опанувати нею доручили парашутному батальйону «Гуркха» спеціального призначення, сформованому з добровольців 50-ї бригади і посиленому саперними підрозділами.
О 3:10 ранку 1 травня 1945 року почалася операція. Як і повідомляла розвідка, у зоні висадки десанту не виявилося ворожих частин, але під час повітряного нальоту союзної авіації на район Елефант-Пойнт штурмовики помилково атакували один з підрозділів парашутистів (близько 40 осіб загинули та дістали поранення). Пополудні було проведено десантування головних сил: уже через півгодини індійські десантники захопили всю висоту, знищивши за допомогою вогнемета єдиний японський бункер. Батальйон увійшов у звільнену від окупантів бірманську столицю 3 травня, а перед поверненням в Індію 17 травня був ще раз десантований на позиції японців — під Тохай.

## Історія

### Передумови
22 березня, коли 14-та армія лейтенант-генерала сера Вільяма Сліма переможно завершувала битви за Мандалай та Мейктілу, у Моніві в Бірмі відбулася конференція, на якій були присутні високопоставлені військові лідери союзників, у тому числі адмірал лорд Маунтбаттен, головнокомандувач Об'єднаних сил у Південно-Східній Азії. Метою конференції було обговорення майбутньої стратегії союзників у Південно-Східній Азії після подій у Мейктілі та Мандалаї, включаючи визволення Бірми та повернення Малаї, а потім Сінгапуру. Однак, щоб забезпечити ці цілі, Рангун, столицю Бірми, потрібно було б захопити якомога швидше, до початку мусонних дощів, які перешкоджали б будь-якому просуванню союзників суходолом. Після падіння Рангуна сили чисельністю від чотирьох до п'яти дивізій мали бути висаджені в Західній Малайї в рамках операції під кодовою назвою «Зіппер», за якою слідуватиме «Мейлфіст», захоплення Сінгапуру.
Щоб досягти всіх цих цілей, Маунтбеттен наполягав на тому, щоб Рангун було взято до травня. Спочатку Слім планував взяти місто в кліщі, причому XXXIII корпус просувався до міста східним берегом річки Іраваді через Хлегу, а IV корпус йшов коротшим шляхом уздовж долини річки Сіттанг на схід. Слім вважав, що у японців недостатньо сил, щоб блокувати обидва удари, і тому один із корпусів зможе захопити Рангун. Однак Маунтбеттен не був упевнений, що суто сухопутне просування буде успішним, і що змішана атака з повітря та моря можливо є кращим варіантом. Слім та інші, такі як начальник Сліма, генерал Олівер Ліз (командувач сухопутними силами союзників у Південно-Східній Азії), спочатку виступали проти такої операції, побоюючись, що вона забере життєво важливі ресурси від 14-ї армії. Однак згодом Слім погодився з пропозицією Маунтбеттена, побоюючись, що суто сухопутний варіант наступу зустріне шалений опір японців, як це сталося під Мейктілою, і спричинить ризики на надто розтягнутій лінії постачання його військ. Таким чином, комбінований повітряно-десантний і амфібійний штурм був би ідеальним, коли 14-та армія наблизилася до Рангуна.

### Планування
Операція отримала назву «Дракула», а її ухвалив адмірал Артур Пауер, який відповідав за десантну частину нападу на Рангун. Для забезпечення висадки морського десанту виділялося значне корабельне угруповання: 21-ша авіаносна ескадра коммодора Г. Н. Олівера, в якій були чотири ескортні авіаносці, два крейсери і чотири есмінці; 3-тя бойова ескадра під командуванням віце-адмірала Вокера з двох лінкорів, «Квін Елізабет» і французького «Ришельє», а також двох ескортних авіаносців, чотирьох крейсерів і шести есмінців. За два дні до початку «Дракули» цей «великий морський кулак» бомбардував кілька портів і аеродромів, а також вступив у бій з японським військовим конвоєм, який перевозив понад тисячу японських солдатів до сусіднього Мулмейна, потопивши всі судна. З повітря наземне угруповання підтримували британські та американські повітряні сили.
Значну загрозу для планувальників операції «Дракули» становив високий рівень мінної небезпеки на суходолі та особливо на прибережних ділянках. Сама річка Рангун була сильно замінована в результаті японських оборонних заходів, а також мінних постановок Королівських ПС на початку Бірманської кампанії, і її потрібно було розчистити та розмінувати, перш ніж можна було б провести будь-який десантний загін. Однак перш ніж це станеться, берегова оборона вздовж берегів річки повинна бути нейтралізована. Особливе занепокоєння для британців викликала наявність артилерійської батареї на висоті Елефант-Пойнт на західному березі річки. Географія району гарантувала, що батарею не можна було знищити артилерійським обстрілом або авіаударами, а погодні умови не дозволяли у цей час провести успішну амфібійну операцію.
Виходячи з оцінювання обстановки, було ухвалено рішення, що напередодні початку операції «Дракула», 1 травня, парашутний батальйон буде десантований поблизу Елефант-Пойнт із завданням штурмувати та знищити ворожу батарею. Це завдання було визначено командиру 44-ї індійської повітрянодесантної дивізії, але це викликало кілька проблем. Дивізія перебувала на стадії реорганізації. Оскільки жодного боєготового підрозділу не було, для операції було зібрано зведений батальйон. Штабна рота була сформована з людей з 2-го і 3-го парашутно-десантних батальйонів гуркхів, і кожен батальйон виділив ще дві роти — «A» і «B» з 2-го парашутно-десантного батальйону гуркхів і «C» і «D» з 3-го парашутно-десантного батальйону гуркхів. Додатково зведений батальйон отримав мінометний і кулеметний взводи. Батальйон був сформований на початку квітня під командуванням майора Джека Ньюленда. Після початкового формування він був переведений до Чаклали, де його чисельність була збільшена за рахунок фахівців польової швидкої допомоги та індійських інженерів, і він розпочав інтенсивну підготовку до операції. Коли це було завершено, підрозділ перевезли в Міднапур, де протягом десяти днів проводили допідготовку та тренування. Нарешті, 29 квітня, він був доставлений в Ак'яб на узбережжі Бірми, приблизно в 340 км на північ від Рангуна, і незабаром до нього приєднався 200 резервних бійців, сформованих з обох батальйонів гуркхів і 152-го індійського парашутного батальйону. Батальйон мав десантувався 40 американськими транспортними літаками C-47 «Скайтрейн».

## Бій
О 02:30 1 травня C-47 ПС армії США вирушив до Рангуна з командою «патфайндерів» із двадцяти осіб, щоб відзначити і захищати зону висадки в Таухай. Решта зведеного батальйону на 38 «Дакотах» злетіла через тридцять хвилин, а о 05:45 здійснили десантування парашутним способом у визначеній зоні. При висадці було лише кілька втрат. Десант не зустрів японського спротиву, і після того, як він зосередився, підрозділи почали висування до висоти Елефант-Пойнт і артилерійської батареї противника. За 3 км від батареї особовий склад батальйону заліг, щоб за узгодженим завчасно графіком дозволити американським бомбардувальникам B-24 «Ліберейтор» здійснити бомбардування батареї. Однак, незважаючи на те, що офіцери та інші рядові мали жовті розпізнавальні позначки та помаранчеві парасолі, щоб ідентифікувати себе, рота «C» зазнала удару та обстрілу бомбардувальниками, що призвело до багатьох втрат. У результаті передовий авіанавідник, прикріплений до батальйону, наказав припинити всі подальші бомбардування батареї.
Під проливним дощем особовий склад досяг Елефант-Пойнта о 16:00, після чого перейшов в атаку і в ближньому бою із використанням вогнеметів штурмував кілька японських бункерів. Близько сорока японських солдатів і артилеристів було вбито під час штурму, і батальйон також зазнав кількох втрат. Після того, як батарея була захоплена, батальйон окопався по периметру висоти Елефант-Пойнт і чекав прибуття сил допомоги, які о 15:30 висадилися в Таунґоні. За кілька хвилин після цього літаки скинули боєприпаси та продовольство десантникам. Батальйон залишався у визначеному районі оборони протягом ночі, хоча високі припливи затопили кілька окопів і змусили батальйон піднятися на висоту. На світанку 2 травня, після того, як батальйон очистив кілька прилеглих бункерів, батальйон зміг спостерігати, як тральщики очищали річку Рангун для колон десантних кораблів, які слідували за ними.